# Артаксеркс IV
Артаксеркс IV Арсес је био персијски краљ од 338. п. н. е. до 336. п. н. е.
Он је био најмлађи син Артаксеркса III и његове жене Атосе и није се очекивало да дође на власт. Персија је доживела препород под Артаксерксом III, који је реорганизовао своје царство и угушио побуне широм земље. Међутим, богатству Персије дошао је нагли крај у јесен 338. године, када је Артаксеркса III убио амбициозни евнух и хилијарх Багоа, који је отровао краља. Багоас је желио заменити Артаксеркса III са Арсесом (Артаксеркс IV) 
јер је сматрао да ће га лакше контролисати.
Цар Артаксеркс IV Арсес је у ствари две године био обична марионета у рукама Багоаса.
Кад је постао незадовољан таквим положајем почео је планирати како да убије Багоаса, али Багоас је деловао први и отровао је Артаксеркса. Багоас поставља на престо 336. п. н. е. Дарија III, далеког рођака краљевске куће. Македонска пропаганда, направљена да би се неколико година касније легитимисала освајања Александра Великог, оптужила је Дарија III да је одиграо кључну улогу у убиству Арсеса, који је приказан као последњи краљ краљевске куће Ахеменида.